# Lotto Soudal/Saison 2015
Diese Liste beschreibt die Mannschaft und die Erfolge des Radsportteams Lotto Soudal in der Saison 2015.

## Saison 2015

### Erfolge in der UCI WorldTour
| Datum          | Rennen                          | Sieger           |
| -------------- | ------------------------------- | ---------------- |
| 10. März       | 2. Etappe Paris–Nice            | André Greipel    |
| 12. März       | 2. Etappe Tirreno–Adriatico     | Jens Debusschere |
| 14. März       | 6. Etappe Paris–Nice            | Tony Gallopin    |
| 14. Mai        | 6. Etappe Giro d’Italia         | André Greipel    |
| 5. Juli        | 2. Etappe Tour de France        | André Greipel    |
| 8. Juli        | 5. Etappe Tour de France        | André Greipel    |
| 19. Juli       | 15. Etappe Tour de France       | André Greipel    |
| 26. Juli       | 21. Etappe Tour de France       | André Greipel    |
| 6. August      | 5. Etappe Polen-Rundfahrt       | Bart De Clercq   |
| 11. August     | 2. Etappe Eneco Tour            | André Greipel    |
| 15. August     | 6. Etappe Eneco Tour            | Tim Wellens      |
| 10.–16. August | Gesamtwertung Eneco Tour        | Tim Wellens      |
| 23. August     | Vattenfall Cyclassics           | André Greipel    |
| 13. September  | Grand Prix Cycliste de Montréal | Tim Wellens      |

### Erfolge in der UCI Europe Tour
| Datum         | Rennen                                     | Kat. | Fahrer                |
| ------------- | ------------------------------------------ | ---- | --------------------- |
| 1. Februar    | Grand Prix d’Ouverture La Marseillaise     | 1.1  | Pim Ligthart          |
| 4. Februar    | 1. Etappe Étoile de Bessèges               | 2.1  | Kris Boeckmans        |
| 7. Februar    | 4. Etappe Étoile de Bessèges               | 2.1  | Tony Gallopin         |
| 18. Februar   | 1a. Etappe Vuelta a Andalucía              | 2.1  | Pim Ligthart          |
| 22. Februar   | 5. Etappe Volta ao Algarve                 | 2.1  | André Greipel         |
| 4. März       | Le Samyn                                   | 1.1  | Kris Boeckmans        |
| 18. März      | Nokere Koerse                              | 1.1  | Kris Boeckmans        |
| 29. April     | 4. Etappe Türkei-Rundfahrt                 | 2.HC | André Greipel         |
| 15. Mai       | 1. Etappe Tour de Picardie                 | 2.1  | Kris Boeckmans        |
| 17. Mai       | 3. Etappe Tour de Picardie                 | 2.1  | Kris Boeckmans        |
| 15.–17. Mai   | Gesamtwertung Tour de Picardie             | 2.1  | Kris Boeckmans        |
| 24. Mai       | 2. Etappe World Ports Classic              | 2.1  | Kris Boeckmans        |
| 23.–24. Mai   | Gesamtwertung World Ports Classic          | 2.1  | Kris Boeckmans        |
| 4. Juni       | 1. Etappe Luxemburg-Rundfahrt              | 2.HC | André Greipel         |
| 6. Juni       | 3. Etappe Luxemburg-Rundfahrt              | 2.HC | André Greipel         |
| 7. Juni       | 4. Etappe Luxemburg-Rundfahrt              | 2.HC | Sean De Bie           |
| 18. Juni      | 1. Etappe Ster ZLM Toer                    | 2.1  | André Greipel         |
| 19. Juni      | 2. Etappe Ster ZLM Toer                    | 2.1  | André Greipel         |
| 17.–21 Juni   | Gesamtwertung Ster ZLM Toer                | 2.1  | André Greipel         |
| 26. Juni      | Belgische Meisterschaft – Einzelzeitfahren | CN   | Jurgen Van Den Broeck |
| 18. August    | Grote Prijs Stad Zottegem                  | 1.1  | Kenny Dehaes          |
| 12. September | 7. Etappe Tour of Britain                  | 2.HC | André Greipel         |
| 16. September | GP de Wallonie                             | 1.1  | Jens Debusschere      |
| 19. September | Primus Classic Impanis-Van Petegem         | 1.HC | Sean De Bie           |
| 23. September | Omloop van het Houtland                    | 1.1  | Jens Debusschere      |
| 1. Oktober    | 1. Etappe Tour de l’Eurométropole          | 2.1  | Jens Debusschere      |

### Abgänge – Zugänge
| Zugänge         | Team 2014                   | Abgänge            | Team 2015    |
| --------------- | --------------------------- | ------------------ | ------------ |
| Thomas De Gendt | Omega Pharma-Quick Step     | Jonas Vangenechten | IAM Cycling  |
| Jasper De Buyst | Topsport Vlaanderen-Baloise | Frederik Willems   | Karriereende |
| Tiesj Benoot    | Neoprofi                    |                    |              |

### Mannschaft
| Name                  | Geburtstag         | Nationalität |              |
| --------------------- | ------------------ | ------------ | ------------ |
| Sander Armée          | 10. Dezember 1985  | Belgien      |              |
| Lars Bak              | 16. Januar 1980    | Dänemark     |              |
| Tiesj Benoot          | 11. März 1994      | Belgien      |              |
| Kris Boeckmans        | 13. Februar 1987   | Belgien      |              |
| Vegard Breen          | 8. Februar 1990    | Norwegen     |              |
| Stig Broeckx          | 10. Mai 1990       | Belgien      |              |
| Sean De Bie           | 3. Oktober 1991    | Belgien      |              |
| Jasper De Buyst       | 24. November 1993  | Belgien      |              |
| Bart De Clercq        | 26. August 1986    | Belgien      |              |
| Thomas De Gendt       | 6. November 1986   | Belgien      |              |
| Kenny Dehaes          | 10. November 1984  | Belgien      |              |
| Jens Debusschere      | 28. August 1989    | Belgien      |              |
| Gert Dockx            | 4. Juli 1988       | Belgien      |              |
| Tony Gallopin         | 24. Mai 1988       | Frankreich   |              |
| André Greipel         | 16. Juli 1982      | Deutschland  |              |
| Adam Hansen           | 11. Mai 1981       | Australien   |              |
| Greg Henderson        | 10. September 1976 | Neuseeland   |              |
| Pim Ligthart          | 16. Juni 1988      | Niederlande  |              |
| Maxime Monfort        | 14. Januar 1983    | Belgien      |              |
| Jürgen Roelandts      | 2. Juli 1985       | Belgien      |              |
| Marcel Sieberg        | 30. April 1982     | Deutschland  |              |
| Boris Vallée          | 3. Juni 1993       | Belgien      |              |
| Jurgen Van Den Broeck | 1. Februar 1983    | Belgien      |              |
| Tosh Van Der Sande    | 28. November 1990  | Belgien      |              |
| Dennis Vanendert      | 27. Juni 1988      | Belgien      |              |
| Jelle Vanendert       | 19. Februar 1985   | Belgien      |              |
| Louis Vervaeke        | 6. Oktober 1993    | Belgien      |              |
| Tim Wellens           | 10. Mai 1991       | Belgien      |              |
| Stagiaires            | Stagiaires         | Nationalität | Nationalität |
| Frederik Frison       | Frederik Frison    | Belgien      |              |
| Dries Van Gestel      | Dries Van Gestel   | Belgien      |              |
| Kenneth Van Rooy      | Kenneth Van Rooy   | Belgien      |              |